# Шон Томас
Шон Томас (на английски: Sean Thomas) е английски писател на бестселъри в жанра исторически и психологически трилър, и хорър. Пише под псевдонима Том Нокс (на английски: Tom Knox) и С. К. Тримейн (S K Tremayne).

## Биография и творчество
Шон Томас е роден през 1963 г. в Девън, Англия. Син е на писателя Д. М. Томас. Завършва философия в Университетски колеж Лондон. След дипломирането си работи като журналист за различни вестници и списания, включително за „Таймс“, „Сънди телеграф“, „Гардиън“ и „Дейли Мейл“. От 2013 г. е блогър и коментатор за „Дейли Телеграф“.
Първият му роман „Absent Fathers“ е публикуван през 1996 г. Следващият му роман с еротична насоченост „Kissing England“ е публикуван през 2000 г. и е удостоен с наградата „Bad Sex“.
През 2006 г. е издадена мемоарната му книга „Millions of Women Are Waiting to Meet You“, която става бестселър.
През 2006 г. посещава неолитното светилище „Гьобекли тепе“ в Турция. След две години, по препоръка на литературния си агент, решава да се насочи към жанра на трилъра.
Известният му исторически трилър „Тайната на сътворението“ е публикуван през 2009 г. под псевдонима Том Нокс. В него развива идеи и сюжет свързан с корените и произхода на световните религии. Книгата става международен бестселър и е издаден в над 25 страни по света.
В следващия си роман от 2010 г. „Белязани от Каин“ се фокусира върху древната народност „каго“ в страната на баските и тайнственото минало на нацистката империя. А в романа си „Библия на мъртвите“ прави неочаквани връзки между режима на червените кхмери, пещерните рисунки във Франция и модерния китайски комунизъм.
През 2015 г. приема псевдонима С. К. Тримейн и започва да пише съвременни психологически трилъри. Първият му роман „The Ice Twins“ става международен бестселър.
Шон Томас живее със семейството си в Лондон.

## Произведения

### Като Шон Томас

#### Самостоятелни романи
- Absent Fathers (1996)
- Kissing England (2000) – награда „Bad Sex“
- The Cheek Perforation Dance (2002)

#### Документалистика
- Millions of Women Are Waiting to Meet You (2006) – мемоари

### Като Том Нокс

#### Самостоятелни романи
- The Genesis Secret (2009)
Тайната на сътворението, изд.: ИК „Прозорец“, София (2009), прев. Христо Димитров
- Marks of Cain (2010)
Белязани от Каин, изд.: ИК „Прозорец“, София (2012), прев. Надежда Розова
- Bible of the Dead (2011) – издаден и като „The Lost Goddess“
- The Babylon Rite (2012)
- The Deceit (2013)

### Като С. К. Тримейн

#### Самостоятелни романи
- The Ice Twins (2015)
- The Fire Child (2016)